# 아이작 헤이든
아이작 스콧 헤이든 (Isaac Scot Hayden, 1995년 3월 22일 ~ )은 잉글랜드에서 태어난 자메이카 축구 선수이다. 현재 뉴캐슬 유나이티드에서 포츠머스로 임대되어 수비형 미드필더로 뛰고 있다.

## 수상 경력
뉴캐슬 유나이티드
- EFL 챔피언십: 2016-17